# Завтраккусто
Завтраккусто — российская музыкальная группа, основанная Максимом Ивановым и Артемом Кеворкянцем, которые являются единственными постоянными участниками коллектива.
К 2024 году группа выпустила 8 номерных альбомов, EP, сборник лучших песен и множество синглов.

## История
С 2007 года Артём Кеворкянц и Максим Иванов являлись участниками группы Акулы на прогулке. 
В 2013 году они создают новую группу под названием Завтраккусто для записи песен, которые не подходят по стилю первой группе.
В 2015 году музыкальный коллектив "Акулы на прогулке" прекращает активность и Артём с Максимом концентрируются на записи альбомов "Завтраккусто". Начав с переработок произведений Дилана и Вертинского коллектив дополнял свой стиль новыми элементами с каждым альбомом. Группа выделяется своими текстами с многочисленными отсылками к литературным источникам.
В 2018 и 2022 годах группа выступала на фестивале Дикая мята

## Состав
- Артём Кеворкянц — вокал, гитара, клавиши
- Макс Баззард — бас-гитара, перкуссия, клавиши
- Антон Антонов — гитара (с 2019)
- Севан Агабекян — кахон (2014-2016, с 2023)

Также принимали участие:
- Эрика Джейнс — клавиши, вокал, бэк-вокал (с 2017)
- Владимир Марков — ударные, кахон (2018-23)
- Екатерина Хмелевская — клавиши (2016-2018)

## Дискография
| Год  | Альбом                     | Примечания |
| ---- | -------------------------- | ---------- |
| 2013 | Завтраккусто               |            |
| 2014 | Океанологам и картографам  |            |
| 2014 | Общество мёртвых поэтов    | EP         |
| 2015 | Декадент Нуво              |            |
| 2016 | Для истинных леди          |            |
| 2017 | Верните ненависть в романс |            |
| 2018 | *****                      | Сборник    |
| 2019 | Театр военных преступлений |            |
| 2021 | Приют для мертвецов        |            |
| 2024 | Сказка станет болью        |            |